# Disparition inquiétante (série télévisée)
Disparition inquiétante est une série télévisée française écrite par Johanne Rigoulot, réalisée par Arnauld Mercadier, Stéphanie Pillonca-Kervern et Sylvie Ayme et produite par Stéphane Strano. Elle est diffusée sur France 2 depuis le 27 février 2019.

## Production

### Fiche technique
- Titre original : Disparition inquiétante
- Création : Johanne Rigoulot
- Réalisation : Arnauld Mercadier (ep 1, 2, 3, 4 et 7), Stéphanie Pillonca-Kervern (ep 5), Sylvie Ayme (ep 6)
- Musique : La Grande Sophie (ep 1, 2, 3 et 4), Martin Balsan (ep 5)
- Production : Stéphane Strano
- Pays d'origine :  France
- langue originale : français
- Genre : policier
- Nombre de saisons : 1
- Nombre d'épisodes : 7
- Durée : 90 minutes
- Dates de première diffusion : 27 février 2019 sur France 2

## Épisodes

### Épisode 1: L'évaporation

#### Synopsis
C'est sous le vent glacial de Strasbourg que Maya Rosetti, jeune commissaire, est chargée de retrouver neuf élèves d’une école protestante qui ont été enlevés plus tôt dans la journée, alors que leur professeure a été tuée. Pour espérer résoudre cette enquête, elle va devoir renouer avec son ex petit-ami, revoir sa conception du Bien et du Mal, et peut-être même se laisser tenter par la foi. Cette journée s’annonce extrêmement rude.

#### Distribution
- Sara Forestier : Maya Rosetti
- Pierre Rochefort : Clément Herrmann
- Valérie Karsenti : la procureure
- Bruno Dreyfürst : lieutenant Dietsch
- Cécile Fisera : lieutenant Veccia
- Gaspard Meier-Chaurand : Théo Mayer
- Victor Le Blond : Jérémy Willem
- Carol Styl : Myriam Mayer
- Jean-Philippe Meyer : directeur d'école
- Françoise Vogt : Françoise Stoller
- Fabrice Colombero : pasteur Étienne
- Tobias Kempf : Monsieur Müller
- Richard Andrieux : médecin légiste
- Pierre Dourneau : Baptiste Eckert
- Élodie Vincent : Agathe Chazelle
- Angélique Baudrin : Aimée (mère de Lucie)
- Jean-Luc Hammann : Nils (père de Lucie)
- Sacha Pirlet : Tim Herrmann
- Orian Castano : Anton Matossian
- Sarah Madeline Demare : Lucie

#### Fiche technique
- Titre original : L'Évaporation[1]
- Réalisation : Arnauld Mercadier
- Scénario : Johanne Rigoulot
- Musique originale : La Grande Sophie
- Production : Stéphane Strano
- Société de production : Decælis Production, en coproduction avec France Télévisions, avec la participation du CNC et de TV5 Monde, en partenariat avec les Bureaux d'accueil des tournages, la Région Grand Est et l'Eurométropole de Strasbourg
- Durée : 90 minutes
- Genre : Policier
- Pays : France
- Date de première diffusion : 27 février 2019 sur France 2
- Tournage : du 8 octobre au 6 novembre 2018 à Strasbourg (à la Cathédrale Notre-Dame, à l'institut médico-légal, au Barrage Vauban, à la paroisse du Bouclier, à l'écluse de la Petite France, dans un appartement place Mathias-Mérian, dans le secteur du Schluthfeld à Neudorf) et alentours, notamment à Mundolsheim (dans un pavillon, au Fort Ducrot)[2],[3]

#### Accueil critique
Le magazine hebdomadaire belge Moustique parle d'un « téléfilm haut de gamme au casting impeccable ». Question casting, le journaliste pointe le choix de Sara Forestier, très rare à la télévision, comme « LA bonne idée du casting tant elle marque son personnage, celui d'une femme compliquée, emportée, qui refuse les limites de son métier », mais aussi Gaspard Meier-Chaurand et Victor Le Blond.

### Épisode 2: Instincts maternels

#### Synopsis
Esther Lewanski quitte la police pour devenir juge et s'occupe d'une dernière affaire. Elle s’inquiète en effet de la disparition d’une jeune mère qu’elle connait, Julia Royer, soupçonnée d’avoir abandonné son bébé, Zoé. Convaincue que Julia n’aurait jamais fait ça, Esther décide de se mêler de l’enquête. Mais Julia reste introuvable, et l’affaire se complique à la découverte d’une jeune noyée, Charlie, dont l’apparent suicide s’avère finalement un homicide… Or Julia et Charlie auraient eu une rude altercation juste avant leur disparition. Quel secret pouvait donc lier ces deux filles apparemment si dissemblables ?

#### Distribution
- Alix Poisson : Esther Lewanski
- Rayane Bensetti : Enzo
- Charlotte de Turckheim : Procureur Hartmann
- Valérie Decobert : Commandant Costa
- Hubert Delattre : Malek

#### Fiche technique
- Titre original : Instincts maternels
- Réalisation : Arnauld Mercadier
- Scénario : Johanne Rigoulot et Catherine Hoffmann
- Musique originale : La Grande Sophie
- Production : Stéphane Strano
- Société de production : Decælis Production, en coproduction avec France Télévisions, avec la participation du CNC et de TV5 Monde
- Durée : 90 minutes
- Genre : Policier
- Pays : France
- Date de première diffusion : 13 janvier 2021 sur France 2
- Tournage : février 2019 à Strasbourg[4],[5],[6].

### Épisode 3: Une affaire personnelle

#### Synopsis
Tony deale de la drogue pour arrondir ses fins de mois jusqu'à ce qu'une de ses clientes meure d'une overdose. La procureure Eve Dassault sollicite le commissaire Rosetti pour mener une enquête sur un trafic de stupéfiant organisé par des élèves dans le but de financer leur fête de fin d'année. Maya Rosetti très occupée par son suivi de grossesse, lui donne un rendez-vous que la procureure n'honorera pas car, entre-temps, elle a été enlevée en pleine rue en sortant d'un restaurant.

#### Distribution
- Sara Forestier : Maya Rosetti
- Pierre Rochefort : Clément Herrmann
- Bruno Dreyfürst : lieutenant Dietsch
- Selma Kouchy : lieutenant Perez
- Nicolas Giraud : Tony Koenig
- Delphine Cogniard : Alexandra Koenig
- Arthur Huster : Mathis Koenig
- Gabrielle Lazure : la procureure

#### Fiche technique
- Titre original : Une affaire personnelle
- Réalisation : Arnauld Mercadier
- Scénario : Johanne Rigoulot
- Musique originale : La Grande Sophie
- Production : Stéphane Strano
- Société de production : Decælis Production, en coproduction avec France Télévisions, avec la participation du CNC et de TV5 Monde
- Durée : 90 minutes
- Genre : Policier
- Pays : France
- Date de première diffusion : 27 janvier 2021 sur France 2[7].
- Tournage : du 13 novembre au 12 décembre 2019 à Strasbourg et sa région[8]

### Épisode 4: Sous pression

#### Synopsis
Léo Etchegarray arrête sa carrière de policière pour devenir magistrate. Elle a à faire face à la disparition de Lisa Ferrer. Valérie Müller, la DRH aux méthodes autoritaires de la société l'employant, et Dario Benedetti, le directeur, semblent suspects.

#### Distribution
- Julie Depardieu : Léo Etchegarray
- Pierre Rochefort : Amar
- Brigitte Lahaie : Valérie Müller
- Daniel Russo : Dario Benedetti
- David Baiot : Driss
- Roland Menou : Gilbert Taïeb
- Elise Dël Aneho : Meriem Houcène
- Alice de Lencquesaing : Sarah-Lou Müller
- François Godart : Garabédian
- Sarah Leseur : Lisa Ferrer
- Essen Le Dauphin : Ethan
- Antoine Billaut : Basile
- Inès Lespagnol : Mina
- Patrick Cordonnier : homme en fauteuil roulant
- Franck Muon : Octave
- Isabelle de Hertogh : Marie-France Santoni
- David Rosaïa : coach boxe
- Sarah Gevart : la surveillante
- Guillaume Roy : homme de la fourrière
- Martin Tronquart : Simon
- Tiffany Tourn : flic tribunal

#### Fiche technique
- Titre original : Sous pression
- Réalisation : Arnauld Mercadier
- Scénario : Johanne Rigoulot
- Musique originale : La Grande Sophie
- Production : Stéphane Strano
- Société de production : De Caelis Production et France Télévisions avec la participation du CNC
- Durée : 90 minutes
- Genre : Policier
- Pays : France
- Date de première diffusion : 13 avril 2022 sur France 2
- Tournage : du 15 novembre au 20 décembre 2021 à Dunkerque[9]

### Épisode 5: Retour aux sources (ex. Consentement parental)

#### Synopsis
Gabrielle Perez est commandante de police. Elle est confrontée à la disparition d'Elouan 10 ans, à l'hôpital où il était soigné pour de graves troubles alimentaires. Ses parents sont militants pour le droit au logement. C'est la première piste envisagée, mais la complexité de la famille n'est pas à dédaigner.

#### Distribution
- Julie Gayet : Gabrielle Perez
- Youssef Hajdi : Alaoui
- François Berléand : Yves
- Charlie Bruneau : Ophélie
- Annie Grégorio : Armelle
- Malik Zidi : Ludovic Minghetti
- Dimitri Boetto : Mateo
- Jean-Baptiste Maunier : Docteur Ferrer

#### Fiche technique
- Titre original : Retour aux sources
- Réalisation : Stéphanie Pillonca-Kervern
- Scénario : Johanne Rigoulot
- Musique originale : Martin Balsan
- Production : Stéphane Strano
- Société de production : De Caelis Production et France Télévisions avec la participation du CNC
- Durée : 90 minutes
- Genre : Policier
- Pays : France
- Date de première diffusion : 17 mai 2023 sur France 2
- Tournage : du 12 octobre au 9 novembre 2022 à Lyon et dans le Parc naturel régional du Pilat[10],[11].

### Épisode 6: Peur sur le campus

#### Synopsis
Sur le campus de l'université de Lyon, c'est l'effervescence. Clémentine Roussin, 21 ans, étudiante en troisième année a disparu. L'enquête est confiée à la commissaire Julie Sanchez, tout juste mutée à Lyon où elle a décidé de suivre sa fille, Oriana, 19 ans, qui effectue sa première année universitaire. Pour Oriana, se retrouver en coloc avec sa maman tient du cauchemar. Pour Julie, l'implication dans son enquête est double. C'est son job de mère de s'assurer que sa fille, comme toutes les jeunes filles, puisse aller à la fac en toute sécurité, c'est son rôle de flic que de retrouver la disparue même si c'est en compagnie de Patrice, un policier sans ambition et peu enclin à comprendre la jeunesse et le fonctionnement d'une fac.

#### Distribution
- Claudia Tagbo : Julie Sanchez
- Bruno Solo : Patrice Manzetti
- Julien Boisselier : Marc de Brancy
- Natalia Dontcheva : Béatrice Bonnot
- Véronique Kapoïan : la procureure
- Aaliyah Lexilus : Oriana Sanchez
- Noé Besin : Léo Brunetti
- Pénélope-Rose Lévèque : Clémentine Roussin

#### Fiche technique
- Titre original : Peur sur le campus
- Réalisation : Sylvie Ayme
- Scénario : Julien Rigoulot
- Société de production : De Caelis Production et France Télévisions avec la participation du CNC
- Durée : 90 minutes
- Genre : Policier
- Pays : France
- Date de première diffusion : 24 avril 2024 sur France 2
- Tournage : du 27 novembre au 22 décembre 2023 à Grenoble et en région Auvergne-Rhône-Alpes[12]

### Épisode 7: Lorsque l'enfant paraît

#### Synopsis
Lino et Norma attendent un enfant. Au moment d’accoucher, Norma disparaît. Iris, commandante de police, est alertée de l’affaire par son nouvel adjoint, Sami. Très vite, elle soupçonne des faits de violence conjugale. Sami, lui, protège Lino, qu’il connaît de longue date. Que cachait Norma à Lino ? Est-il vraiment le jeune père idéal que chacun prétend ?

#### Distribution
- Béatrice Dalle : Iris Koben
- Roman Kolinka : Samuel Camurat
- Bruno Wolkowitch : Manu
- Denitsa Ikonomova : Norma Guilbert
- Radouan Leflahi : Lino Maruani
- Djamil Mohamed : Basile
- Catherine Davydzenka : Cindy

#### Fiche technique
- Titre original : Lorsque l'enfant paraît
- Réalisation : Arnauld Mercadier
- Scénario : Johanne Rigoulot
- Société de production : De Caelis Production et France Télévisions avec la participation du CNC
- Durée : 90 minutes
- Genre : Policier
- Pays : France
- Date de première diffusion : 7 octobre 2024 sur France 2
- Tournage : du 11 mars au 5 avril 2024 en Occitanie, dans les Pyrénées-Orientales, notamment à Canet-en-Roussillon[13],[14]

### Épisode 8: Au Nom du Père

#### Synopsis
La Capitaine Martha Grönber doit être témoin au mariage de sa meilleure amie. Mais le père Rodolphe qui doit célébrer le mariage a disparu, probablement victime d'un enlèvement. La Capitaine Martha Grönber et son adjoint Fred Marquez est chargé de l'enquête sur fond de religion

#### Distribution
- Annelise Hesme : Martha Gröenberg
- Pierre-François Martin-Laval : Fred Marquez
- François-Dominique Blin : Père Rodolphe
- Stéphane Rideau : Gabriel Borgo
- Youcef Agal : Medhi Jaouen
- Florine Mullard : Jen
- Aude Candela : Audrey Laville

#### Fiche technique
- Titre original : Au Nom du Père
- Réalisation : Sylvie Ayme
- Scénario : Johanne Rigoulot
- Société de production : De Caelis Production et France Camus avec la participation du France Télévisions
- Durée : 90 minutes
- Genre : Policier
- Pays : France
- Date de première diffusion : 
  - Belgique : 8 juin 2025 sur La Une
- Tournage : du 8 janvier au 4 février 2025 en région Provence-Alpes-Côte d'Azur[15].

## Accueil

### Audiences
| no | Titre                   | Date de diffusion France | Téléspectateurs | Part d'audience | Classement | Référence |
| -- | ----------------------- | ------------------------ | --------------- | --------------- | ---------- | --------- |
| 1  | L'évaporation           | 27 février 2019          | 4 750 000       | 21,4 %          | 1er        | [ 16 ]    |
| 2  | Instincts maternels     | 13 janvier 2021          | 4 230 000       | 18 %            | 1er        | [ 17 ]    |
| 3  | Une affaire personnelle | 27 janvier 2021          | 4 300 000       | 17,9 %          | 1er        | [ 18 ]    |
| 4  | Sous pression           | 13 avril 2022            | 4 650 000       | 21,6 %          | 1er        | [ 19 ]    |
| 5  | Retour aux sources      | 17 mai 2023              | 3 740 000       | 18,1 %          | 1er        | [ 20 ]    |
| 6  | Peur sur le campus      | 24 avril 2024            | 4 760 000       | 24,6 %          | 1er        | [ 21 ]    |
| 7  | Lorsque l'enfant paraît | 7 octobre 2024           | 2 490 000       | 12,2 %          | 3e         | [ 22 ]    |

Légende
- Les plus hauts chiffres d'audience
- Les plus bas chiffres d'audience